# نیروی دریایی برزیل
نیروی دریایی برزیل (پرتغالی: Marinha do Brasil) نیروی دریایی زیرمجموعه نیروهای مسلح برزیل است، که در سال ۱۸۲۲ تأسیس شد.